# Yunnanozoon
 Yunnanozoon  („Tier aus Yunnan“ zu altgriechisch ζῷον zóon, deutsch ‚Tier‘, ‚lebendes Wesen‘) ist eine Gattung ausgestorbener wurmähnlicher Gewebetiere (Eumetazoa) aus dem frühen Kambrium. Die Gattung gehört zur Chengjiang-Faunengemeinschaft, eine Fossillagerstätte in der chinesischen Provinz Yunnan und ist mindestens 514 Millionen Jahre alt. Das Fossil hat wissenschaftlich große Aufmerksamkeit erregt, da es viele wissenschaftliche Bearbeiter im Zusammenhang mit der Entstehung der Neumünder (Deuterostomia) interpretiert haben, diejenige Gruppe also, zu der die Wirbeltiere einschließlich des Menschen gehören. Obwohl zahlreiche Interpretationen der systematischen Stellung von Yunnanozoon vorgeschlagen und diskutiert wurden, ist seine genaue Zugehörigkeit innerhalb der Bilateria derzeit (Stand: 2016) noch immer ungeklärt. Die einzige wissenschaftlich beschriebene Art ist Y. lividum.

## Beschreibung
Fossilien von Yunnanozoon erreichen etwa 25 bis 40 Millimeter Länge. Erhalten sind sie als dünner, kohlenstoff-reicher und dunkel gefärbter Abdruck auf hellen Kalksteinplatten. Im Gegensatz zu vielen anderen Chengjiang-Fossilien sind Fossilien von Yunnanozoon nicht durch Eisenminerale (Pyrit oder Eisenoxide) mineralisiert. Die Fossilerhaltung wurde als eine dem Burgess-Schiefer ähnliche umschrieben, es handelt sich um eine im Wesentlichen auf das frühe Kambrium beschränkte Form der Konservatlagerstätte. Einige Fossilien von Yunnanozoon sind exzellent erhalten und zeigen feinste anatomische Details. So gut wie alle Fossilien sind in Seitenlage erhalten, dies wird als starkes Indiz dafür gewertet, dass das Tier im Leben seitlich (lateral) abgeflacht, also viel höher war als breit. Dies deutet eher auf einen frei schwimmenden (pelagischen) als auf einen am Boden kriechenden (benthalen) Organismus hin.
Der Körper von Yunnanozoon besteht aus zwei übereinander liegenden Einheiten. Oben (dorsal) eine Körpereinheit, die aus gleichförmig hintereinander angeordneten (repetitiven) Einheiten besteht, darunter ein langgestreckter Körper, der ungegliedert wirkt, bei vielen Individuen aber entlang der Körperlängsachse eine Streifung aufweist, die den dorsalen Einheiten in etwa entspricht. Beide Einheiten sind nicht selten getrennt voneinander eingebettet. Dies deutet darauf hin, dass sie entweder am lebenden Tier relativ flexibel miteinander verbunden waren, so dass sie bei der partiellen Zersetzung vor der endgültigen Einbettung voneinander getrennt werden konnten, oder dass die Einbettungsbedingungen für die Erhaltung jeweils der einen oder der anderen Struktur günstiger waren.
Die gegliederten dorsalen Einheiten wirken im Fossil überwiegend etwa rechteckig, mit Ausnahme der ersten, die einen langgestreckt dreieckigen Umriss zeigt, und der letzten, die kegelförmig ist und in ein kurzes, spitzes Schwänzchen ausläuft. Ihre genaue Anzahl ist nur an wenigen Fossilien gut erkennbar, so dass ihre mögliche Variabilität an den lebenden Tieren nicht angegeben werden kann, angegeben werden etwa 22 bis 24 der rechteckigen Einheiten. Die seriellen Einheiten wurden schon sehr verschieden interpretiert, unter anderem auch als Myomere einer ausgeprägten Muskulatur. Heute erscheint am wahrscheinlichsten, dass es sich um gegeneinander bewegliche Platten eines schützenden, sklerotisierten Dorsalschilds handelt, der möglicherweise auf eine verstärkte Kutikula zurückgeht.
Der übrige Körper trägt als auffallendstes Merkmal nahe dem Vorderende eine hintereinander liegende Reihe dunklerer (d. h. vermutlich stabilerer oder stärker sklerotisierter) paariger bogenartiger Strukturen, die von feineren Fortsätzen (Filamenten) bedeckt erscheinen. Es wurden Fossilien mit einer unterschiedlichen Anzahl solcher Bögen beschrieben, wonach u. a. auch zwei Gattungen charakterisiert wurden. Nach neueren Ergebnissen ist dies vermutlich erhaltungsbedingt, die Anzahl am lebenden Tier könnte immer sieben Paare betragen haben. Die Strukturen haben die wissenschaftliche Phantasie zahlreicher Paläontologen erregt, da sie eine auffallende Ähnlichkeit zu den Kiemenbögen der Wirbeltiere aufweisen, was eine Interpretation des Fossils als gemeinsamer Vorfahr aller Wirbeltiere möglich erscheinen ließe. Die Homologie (verwandtschaftsbedingte Ähnlichkeit) der Strukturen mit Kiemen ist aber weder bewiesen noch widerlegt. Funktional werden die Bögen entweder als Kiemen oder, wahrscheinlicher, als Filtereinrichtungen eines Tieres mit filtrierender Ernährung interpretiert. Bei wenigen besonders gut erhaltenen Fossilien sind sie von einer feinen, schleierartigen Struktur umgeben, die auf eine beutelartige Umhüllung am lebenden Tier hindeutet; demnach hätten sie am lebenden Tier nicht frei gelegen, sondern wären in eine schlauchartige Tasche eingeschlossen gewesen. In Höhe jedes Bogens besaß diese vermutlich eine runde Öffnung nach außen. Das Vorderende des Tier weist sonst kaum besondere Strukturen auf. Strukturen, die früher als Augen oder Kopfanhänge interpretiert wurden, gelten heute als erhaltungsbedingte Artefakte.
Zentral im Körper, direkt unterhalb der gegliederten dorsalen Einheiten weisen die Fossilien eine bandförmige Zone auf, die öfters durch eine feine Querstreifung ähnlich wie die dorsalen Einheiten gegliedert erscheint. Einige Bearbeiter sahen in dieser Struktur eine Chorda dorsalis, was Yunnanozoon zu einem ursprünglichen Vertreter der Chordatiere machen würde. Heute erscheint wahrscheinlicher, dass es sich um den Abdruck einer flüssigkeitsgefüllten Leibeshöhle (ein Coelom oder Pseudocoelom) handeln könnte, also ein Element eines Hydroskeletts. Darunter (ventrad) ist hinter den bogenförmigen Strukturen bei vielen Fossilien eine langgestreckte, manchmal etwas geschlängelte Struktur erkennbar, vermutlich ein Darmrohr. Direkt hinter den Bögen sind oft vier paarige dunkle kreisförmige Abdrücke erkennbar, die meist als Gonaden (Keimdrüsen) interpretiert werden.

## Systematik
Traditionell wurden zwei Gattungen unterschieden, Yunnanozoon mit der Art Yunnanozoon lividum Hou, Ramsköld & Bergström, 1981, und Haikouella mit den beiden Arten Haikouella lanceolata und Haikouella jianshanensis. Diese gelten nach den neueren Untersuchungen als Synonyme von Yunnanozoon lividum, d. h., es gibt nur diese eine Art. Yunnanozoon ist morphologisch vollkommen isoliert und ohne nähere Verwandte. Obwohl eine Zuordnung in jeweils eine eigene (monotypische) Familie, Ordnung und Klasse formal vorgeschlagen worden ist, sind diese Ränge, da sie nur die eine Art umfassen, derzeit ohne Erkenntniswert.
Die Verwandtschaft von Yunnanozoon ist bis heute rätselhaft. Verschiedene Autoren haben vorgeschlagen, das Fossil den Wirbeltieren oder den Schädellosen zuzuordnen, weil Myomeren und eine Chorda dorsalis vorhanden seien. Andere sehen sie in der Stammgruppe der Chordatiere, den Kiemenlochtieren (Hemichordata), der Stammgruppe der Ambulacraria, unter anderem aufgrund von externen Kiemen, oder derjenigen der Deuterostomia insgesamt zuzuordnen. Auch mit den ebenso rätselhaften Vetulicolia wurden sie schon verglichen. Andere sehen sie sogar ganz außerhalb der Neumünder und ordnen sie (aufgrund der sklerotisierten Körperhülle) den Ecdysozoa oder der Stammgruppe der gesamten Bilateria zu. Auch zu anderen Chenjiang-Fossilien, besonders der Gattung Myllokunmingia, wurden Beziehungen hergestellt. Die Merkmalskombination des Fossils unterstützt jede dieser Zuordnungen zum Teil, während andere Merkmale bei anderen Vertretern der jeweiligen Gruppe unbekannt sind. Obwohl die meisten Autoren die Bedeutung des Fossils herausstellen und eine Position als ursprünglicher Deuterostomier nicht unwahrscheinlich erscheint, ist eine sichere Zuordnung bis heute nicht möglich.

## Funde
Yunnanozoon ist ausschließlich aus der Chengjiang-Faunengemeinschaft bekannt und wurde nirgends sonst gefunden. Bekannte Fundorte sind Maotianshan, Xiaolantian und Ma’anshan bei Chenjiang und Ercaicun und die Gegend um Haikou bei Kunming. Innerhalb von dieser gilt sie als häufig. In den Sammlungen sind viele Hundert Individuen dokumentiert, oft gesellig mit Ansammlungen von bis zu einigen Dutzend auf derselben Gesteinsplatte.